# Стансберрі-Лейк (Вашингтон)
Стансберрі-Лейк (англ. Stansberry Lake) — переписна місцевість (CDP) в США, в окрузі Пірс штату Вашингтон. Населення — 2087 осіб (2020).

## Географія
Стансберрі-Лейк розташоване за координатами 47°22′59″ пн. ш. 122°42′43″ зх. д. / 47.38306° пн. ш. 122.71194° зх. д. (47.382950, -122.711912).  За даними Бюро перепису населення США в 2010 році переписна місцевість мала площу 5,46 км², з яких 5,38 км² — суходіл та 0,08 км² — водойми.

## Демографія
Згідно з переписом 2010 року, у переписній місцевості мешкала 2101 особа в 755 домогосподарствах у складі 564 родин. Густота населення становила 385 осіб/км².  Було 812 помешкання (149/км²).
Расовий склад населення:
| - 88,8 % — білих - 1,8 % — азіатів - 1,0 % — корінних американців - 0,6 % — чорних або афроамериканців - 0,1 % — вихідців з тихоокеанських островів - 1,6 % — осіб інших рас |

До двох чи більше рас належало 6,0 %. Частка іспаномовних становила 5,7 % від усіх жителів.
За віковим діапазоном населення розподілялося таким чином: 26,2 % — особи молодші 18 років, 65,6 % — особи у віці 18—64 років, 8,2 % — особи у віці 65 років та старші. Медіана віку мешканця становила 35,8 року. На 100 осіб жіночої статі у переписній місцевості припадало 98,6 чоловіків;  на 100 жінок у віці від 18 років та старших — 95,2 чоловіків також старших 18 років.
Середній дохід на одне домашнє господарство  становив 71 218 доларів США (медіана — 56 520), а середній дохід на одну сім'ю — 74 247 доларів (медіана — 66 181). За межею бідності перебувало 7,3 % осіб, у тому числі 6,6 % дітей у віці до 18 років та 12,2 % осіб у віці 65 років та старших.
Цивільне працевлаштоване населення становило 975 осіб. Основні галузі зайнятості: освіта, охорона здоров'я та соціальна допомога — 22,9 %, будівництво — 19,2 %, виробництво — 14,7 %.